# Rashad Sadygov

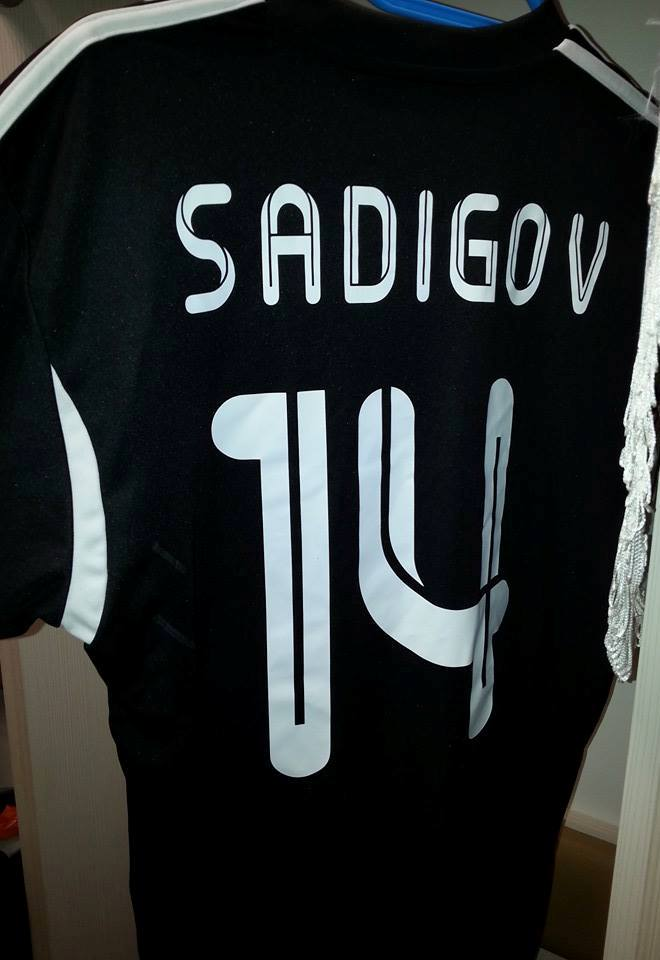
Uniforme que utilizó Rashad Sadygov con el Qarabag en la temporada 2013–14.

Rashad Sadygov (en azerí: Rəşad Sadıqov; Bakú, RSS de Azerbaiyán; 16 de junio de 1982) es un exfutbolista y entrenador de fútbol de Azerbaiyán que jugaba en la posición de defensa y que actualmente dirige al Zira FK de la Liga Premier de Azerbaiyán.

## Carrera

### Club
| Periodo   | Club             |
| --------- | ---------------- |
| 2000–2001 | PFC Turan Tovuz  |
| 2001–2002 | PFC Neftchi Baku |
| 2002–2003 | Foolad FC        |
| 2003–2005 | PFC Neftchi Baku |
| 2005–2006 | Kayserispor      |
| 2006–2008 | PFC Neftchi Baku |
| 2008–2009 | Kocaelispor      |
| 2009–2010 | Qarabağ FK       |
| 2010–2011 | Eskişehirspor    |
| 2011–2020 | Qarabağ FK       |

### Selección nacional
Jugó ocho partidos con las selecciones menores de Azerbaiyán, y su debut con la selección mayor sería el 6 de octubre de 2001 ante Suecia en la clasificación de UEFA para la Copa Mundial de Fútbol de 2002 por el retiro del fútbol del entonces capitán de la selección nacional Gurban Gurbanov.
Tres años después se convirtió en el capital de Azerbaiyán, con la que disputaría 111 partidos y anotó cinco goles hasta su retiro de la selección en 2017, siendo actualmente el jugador con más partidos con la selección nacional.

### Entrenador
| Periodo   | Club              |
| --------- | ----------------- |
| 2016-2018 | Qarabağ sub-19    |
| 2018      | Azerbaiyán sub-21 |
| 2020–     | Zira FK           |

### Baloncesto
En 2006, como resultado de no poder ser registrado en el equipo PFC Neftchi Baku en la fecha límite, Sadigov jugó baloncesto con el equipo BK NTD.

## Estadísticas

### Internacional
| Selección  | Año   | Partidos | Goles |
| ---------- | ----- | -------- | ----- |
| Azerbaiyán | 2001  | 1        | 0     |
| Azerbaiyán | 2002  | 9        | 0     |
| Azerbaiyán | 2003  | 6        | 0     |
| Azerbaiyán | 2004  | 10       | 2     |
| Azerbaiyán | 2005  | 8        | 0     |
| Azerbaiyán | 2006  | 3        | 1     |
| Azerbaiyán | 2007  | 2        | 0     |
| Azerbaiyán | 2008  | 10       | 0     |
| Azerbaiyán | 2009  | 11       | 0     |
| Azerbaiyán | 2010  | 8        | 1     |
| Azerbaiyán | 2011  | 9        | 0     |
| Azerbaiyán | 2012  | 4        | 0     |
| Azerbaiyán | 2013  | 8        | 0     |
| Azerbaiyán | 2014  | 6        | 0     |
| Azerbaiyán | 2015  | 7        | 0     |
| Azerbaiyán | 2016  | 4        | 0     |
| Azerbaiyán | 2017  | 5        | 1     |
| Total      | Total | 111      | 5     |

| N.º | Fecha      | Sede                                       | Rival      | Gol | Resultado | Torneo                                               |
| --- | ---------- | ------------------------------------------ | ---------- | --- | --------- | ---------------------------------------------------- |
| 1   | 28-3-2004  | Almaty Central Stadium, Almaty, Kazajistán | Kazajistán | 3–2 | 3–2       | Amistoso                                             |
| 2   | 4-9-2004   | Tofiq Bahramov Stadium, Bakú, Azerbaiyán   | Gales      | 1–1 | 1–1       | Clasificación para la Copa Mundial de Fútbol de 2006 |
| 3   | 12-3-2006  | Tofiq Bahramov Stadium, Bakú, Azerbaiyán   | Turquía    | 1–0 | 1–1       | Amistoso                                             |
| 4   | 12-10-2010 | Tofiq Bahramov Stadium, Bakú, Azerbaiyán   | Turquía    | 1–0 | 1–0       | UEFA Euro 2012 qualification                         |
| 5   | 4-9-2017   | Bakcell Arena, Bakú, Azerbaiyán            | San Marino | 5–1 | 5–1       | Clasificación para la Copa Mundial de Fútbol de 2018 |

## Logros

### Como jugador
Neftchi Baku
- Liga Premier de Azerbaiyán: 2003-04, 2004-05
- Copa de Azerbaiyán: 2001-02, 2003-04

Kayserispor
- UEFA Intertoto Cup: 2006

Qarabağ
- Premier League: 2013–14, 2014–15, 2015–16, 2016–17, 2017–18, 2018–19, 2019–20[9]
- Copa: 2014–15, 2015-16, 2016–17

Individual
- Futbolista del Año de Azerbaiyán: 2004, 2005, 2010, 2013, 2016, 2017

### Como entrenador
Zira
- Copa: Finalista 2021–22